# Margattea paraceylanica
Margattea paraceylanica es una especie de cucaracha del género Margattea, familia Ectobiidae. Fue descrita científicamente por Roth en 1989.
Habita en Indonesia.